# Lucía Sánchez Saornil
Lucía Sánchez Saornil (Madrid, 13 dicembre 1895 – Valencia, 2 giugno 1970) è stata un'anarchica, poetessa e femminista spagnola.

## Biografia

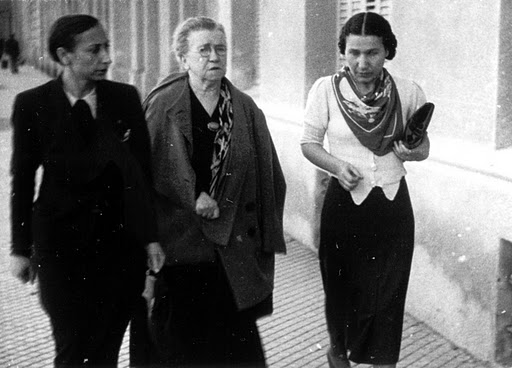
Lucía Sánchez (sinistra) con Emma Goldman (centro) e Cristina Kon-Rabe (destra).

Nacque il 13 dicembre 1895 da famiglia povera. Nel 1916 iniziò a lavorare come telefonista presso Telefónica e pubblicò i suoi primi poemi nella rivista Los Quijotes.
Parallelamente continuò gli studi presso la Real Academia de Bellas Artes de San Fernando e seguì i movimenti avanguardisti, aderendo nel 1919 al movimento ultraista. Da allora pubblicò i suoi poemi nelle riviste Tableros, Plural, Manantial e La Gaceta Libertaria, utilizzando lo pseudonimo Luciano de San-Saor.
Durante gli anni '20 lasciò la poesia per dedicarsi all'attività politica nel movimento anarcosindacalista. Partecipò in diversi conflitti sociali sorti a Telefónica che la portarono al licenziamento. Nel 1927 si trasferì a Valencia, dove collaborò con diversi periodici anarchici tra cui Tierra y Libertad e Solidaridad Obrera. Tornò a Madrid nel 1929, proseguì con le sue attività nel movimento anarchico, prendendo l'incarico nel 1933 del Segretariato di Redazione del periodico CNT.
Nel 1936, poco prima dell'inizio della Guerra civile spagnola, fondo assieme a Mercedes Comaposada e Amparo Poch l'organizzazione femminista e libertaria Mujeres Libres. Questo movimento anarchico di emancipazione nato intorno alla Confederación Nacional del Trabajo contò con 20.000 membri nel 1938, nonostante esistesse solo nel territorio della Seconda Repubblica spagnola.
Quando iniziò la guerra civile partecipò attivamente nella lotta antifranchista. Nel 1937 torno a Valencia, dove partecipò alla redazione del periodico anarchico Umbral. Qui conobbe América Barroso, che fu la sua compagna sentimentale. Nel maggio 1938 si fece carico della Segreteria Generale della sezione spagnola della Solidaridad Internacional Antifranquista (SIA).
Dopo la vittoria del franchismo, Lucía Saornil si esiliò in Francia. Per fuggire alla deportazione, tornò in segreto in Spagna nel 1942, prima a Madrid e successivamente a Valencia. Rimase nella clandestinità fino al 1954. Morì a Valencia nel 2 giugno 1970.